# Proornis
"Proornis" es un género de un ave basal del Cretácico Inferior (Barremiense, hace ¿130-125 millones de años?) del extremo norte de Corea del Norte. Dado que nunca fue formalmente descrito en una publicación revisada por pares, el género fue considerado un nomen nudum y por lo tanto no se pone en letra cursiva. Sólo se conoce una especie Proornis coreae. La etimología de la especie Proornis coreae, significa "primera ave de Corea"; Proornis, del idioma griego antiguo pro-, "anterior" y ornis, "ave"; coreae, forma genitiva de Corea, latinización de "Korea".
Restos fósiles de este animal, descubierto en 1993 en los depósitos de las series Sinuiju en Sinuiju-si, consistentes en un cráneo, unas pocas vértebras cervicales y un miembro delantero con plumas. Originalmente se pensó que era un pariente cercano de Archaeopteryx, pero nuevos análisis sugieren que está más cercanamente relacionado con Confuciusornis (Tweet 2007). Características semejantes a las de Confuciusornis incluyen unos huesos del dedo que son proporcionalmente más cortos que los metacarpos, a diferencia de Archaeopteryx (Lee et al. 2001). Asimismo, la primera falange del dígito III es mucho más corta que las de las restantes falanges, y la garra del dígito II es menor que la del dígito III.